# Emma Döltz
Emma Klara Döltz, geborene Lehmann, (* 14. Februar 1866 in Steglitz; † 16. März 1950 in Fulda) war eine deutsche Funktionärin der SPD, Journalistin und Schriftstellerin.

## Biografie
Emma Lehmann verbrachte ihre Kindheit größtenteils im Steglitzer Armenhaus. Ihre Mutter war Heimarbeiterin, der sie bei der Arbeit helfen musste. Der Vater war krank und starb, als Emma Lehmann 14 Jahre alt war. Sie selbst arbeitete in einer Stahlfederfabrik, bis sie 28 Jahre alt war. Dann heiratete sie, bekam drei Kinder und besserte den Lohn ihres Mannes mit Heimarbeit auf.
Ab 1890 engagierte sich Emma Lehmann in der Frauenbewegung sowie als Mitglied einer Kinderschutzkommission. Im Jahr 1903 war ein Gesetz gegen Kinderarbeit verabschiedet worden, und lokale Kinderschutzkommissionen überwachten dessen Einhaltung in Zusammenarbeit mit den Gewerkschaften. Ab 1894 erschienen erste Werke von ihr in der Frauenzeitschrift Die Gleichheit, die von Clara Zetkin herausgegeben wurde, und im Jahr 1900 veröffentlichte sie eine Auswahl unter dem Titel Jugend-Lieder. Sie benutzte mehrere Pseudonyme, wie Klara Döltz, Klara Lehmann und Emma Lehmann. Im Jahr 1905 wurde sie Mitglied der SPD und ständige Mitarbeiterin der Gleichheit: „Sie [Emma Döltz und Clara Müller-Jahnke] schilderten in ihren Gedichten die Arbeitswelt und die Erfahrungen von arbeitenden Frauen und erhoben auf diese Weise den Anspruch, auf die öffentliche Diskussion Einfluss nehmen zu wollen: Neben der Verbesserung der weiblichen Arbeitsbedingungen forderten sie in ihren Texten die menschliche und politische Gleichberechtigung der Frau.“
Später wurde Emma Döltz Funktionärin der Berliner SPD, 1933 Mitglied des Bezirksvorstandes und zweite Vorsitzende der Arbeiterwohlfahrt in Berlin. Marie Juchacz schrieb über sie: „Was für ein Mensch hätte sie werden können, wenn ihr alle geistigen und seelischen Entfaltungsmöglichkeiten gegeben worden wären, auf die junge Menschen einen moralischen Anspruch haben?“
Emma Döltz wurde nach 1945 wieder politisch in der SPD aktiv. Im März 1950 starb sie 84-jährig in Fulda. Ihr Nachlass befindet sich in der Friedrich-Ebert-Stiftung in Bonn.

## Publikationen
- Hoffnung. Die Neue Welt. Illustriertes Unterhaltungsblatt. Hamburg 1909, Nr. 31, S. 246.[5]
- Arbeitslos. In: Arbeiter-Jugend 1910
- Sonnenaufgang. In: Arbeiter-Jugend 1914
- Jugend-Lieder. Buchhandlung Vorwärts, Berlin 1917.
- Der Streikbrecher. Stimmungsbild aus dem Arbeiterleben in 3 Aufzügen. 2. Aufl., A. Hoffmann, Berlin 1929.
- Freiheit, Gleichheit, Brüderlichkeit. Weihnachtssprechchor. In: Der Kinderfreund. Buchhandlung Vorwärts, Berlin 1929, Nr. 26.
- Aus der alten Kinderschutzkommission. Arbeiterwohlfahrt. 5(1930), Heft 18, S. 566–569. Digitalisat
- Erholung auf dem Immenhof. In: Arbeiterwohlfahrt. 8(1933), Heft 7, S. 215–216. Digitalisat